# Slaget vid Himera (480 f.Kr.)
Slaget vid Himera (480 f.Kr.), som skall ha utkämpats samma dag som det mer kända slaget vid Salamis, eller samma dag som slaget vid Thermopyle, utkämpades mellan kung Gelons av Syrakusa och tyrannen Therons av Agrigentum styrkor å ena sidan samt Hamilkars karthagiska styrka å den andra. Grekerna segrade och gjorde slut på det karthagiska hotet mot de grekiska kolonierna på Sicilien.
Hamilkar hade fört en stor armé från Karthago Libyen, Iberien, Ligurien, Helisykien, Sardinien och Korsika mot sicilianarna.
Efter segern kunde Gelon inte hitta Hamilkar trots grundligt sökande. Herodotos säger att Hamilkar, som inte lyckades se något gott omen under alla sina offranden denna dag och dessutom hade hört, att hans armé var på gränsen till sammanbrott, begick självmord genom att hoppa in i elden. Hans kropp skall ha blivit helt uppbränd.
I flera år efteråt offrade karthagerna till honom och reste monument till hans minne i sina olika kolonier och dessutom ett stort sådant i själva Karthago.
Det är troligt att hans armé var kraftig och stark, men troligen inte större än 50.000 man. Det finns inga bevis för, att den skulle ha bestått av 300.000 man, som skulle ha varit en armé av mytisk storlek. En sådan armé skulle inte ha gått att bemästra, för att inte tala om att besegra av en antik armé, särskilt inte de arméer, som tillhörde regenter över små stadsstater på grekiska Sicilien. Om Hamilkar begick självmord före slagets höjdpunkt, som det hävdas, lyckades grekerna inte bara vinna utan också krossa motståndarna.